# Transilvania
Transilvania (en rumano: Transilvania o Ardeal, en húngaro: Erdély) es una región histórica del centro de Rumania. Está rodeada por los montes Cárpatos. La capital tradicional de la región, Cluj Napoca, se encuentra en la meseta de Alba Iulia, mientras que Braşov y Sibiu, dos de sus principales ciudades, están al pie de los Cárpatos. Fue el lugar de asentamiento de los alemanes que serían conocidos como los sajones de Transilvania. El escudo de armas se debe al origen alemán de la región (Siebenbürgen), o siete ciudades.

## Toponimia
El primer documento existente donde se utiliza una denominación para esta región dataría de 1075 y sería denominada ultra silvam, o 'más allá del bosque'. Durante los siglos XIII y XIV sería conocida también en alemán como Überwald (über Walt), teniendo literalmente el mismo significado anteriormente mencionado. En otros idiomas, como en el húngaro, el término erdő (bosque) derivaría posteriormente en su nombre propio Erdély.

## Historia

### Edad Antigua

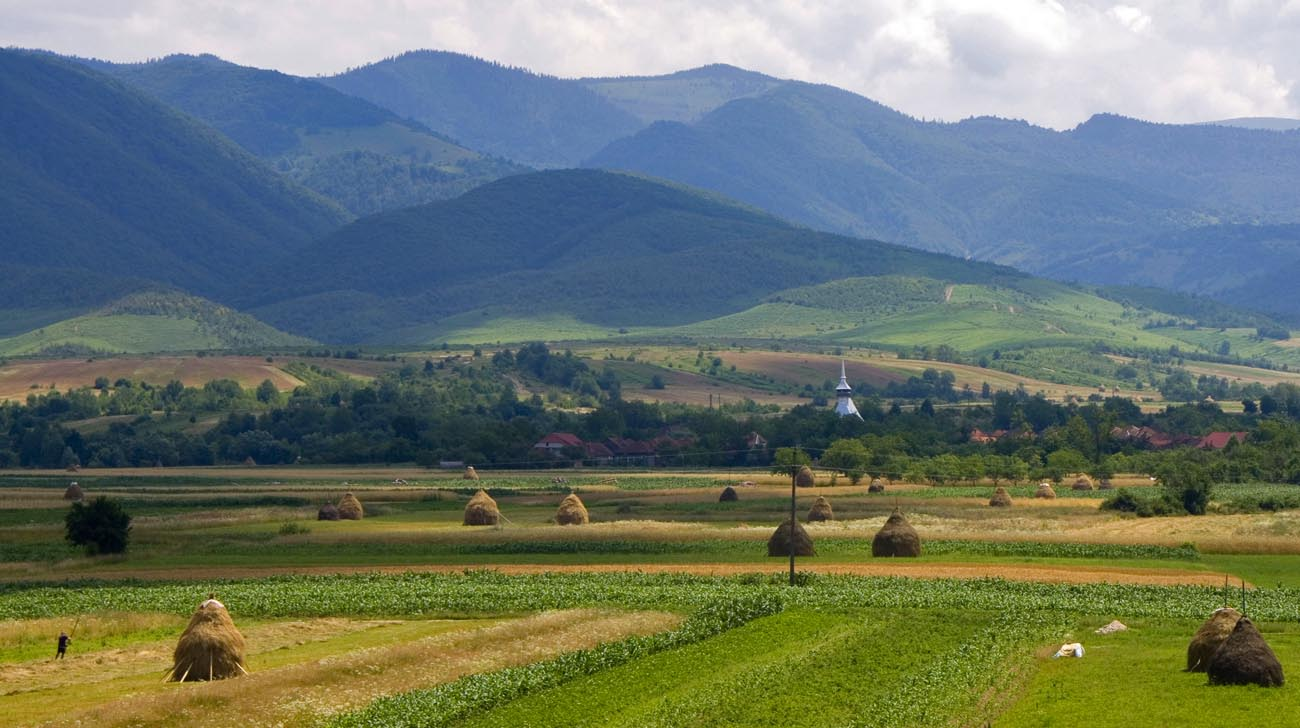
Paisaje transilvano típico: el pueblo de Brădet, en Bihor.

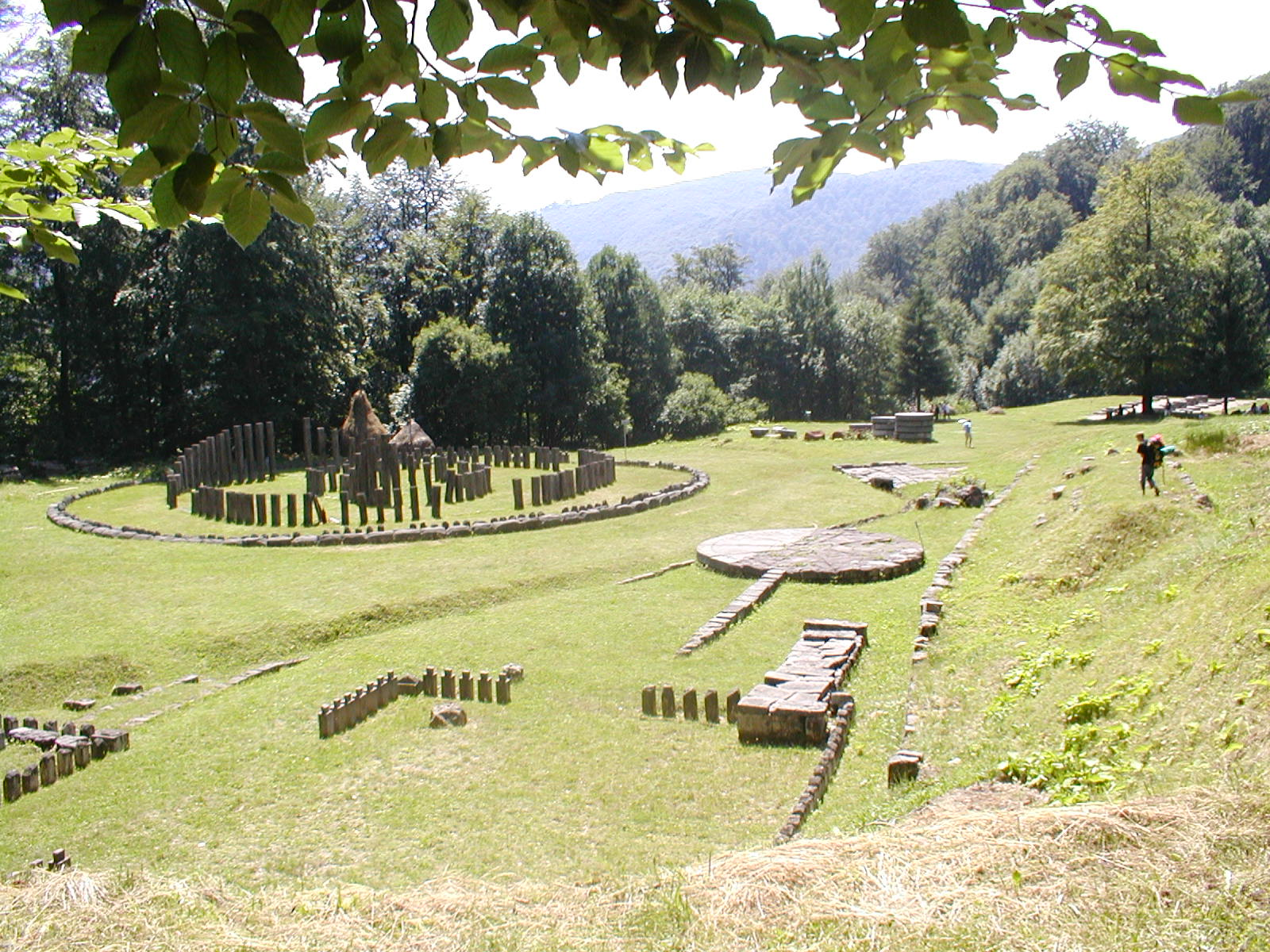
Restos de Sarmizegetusa, parte del Patrimonio de la Humanidad de la Unesco.

La región fue parte de la provincia romana de Dacia, después de la victoria del emperador Trajano frente al rey dacio Decébalo, en 106 d. C., cuando empezó un proceso de romanización hasta la retirada administrativa de Aureliano, en 271 d. C. Posteriormente sufrió invasiones de pueblos como los hunos, gépidos o ávaros.

### Edad Media

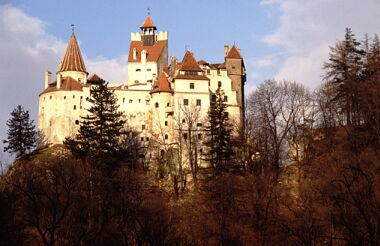
Castillo de Bran, cerca de Braşov.

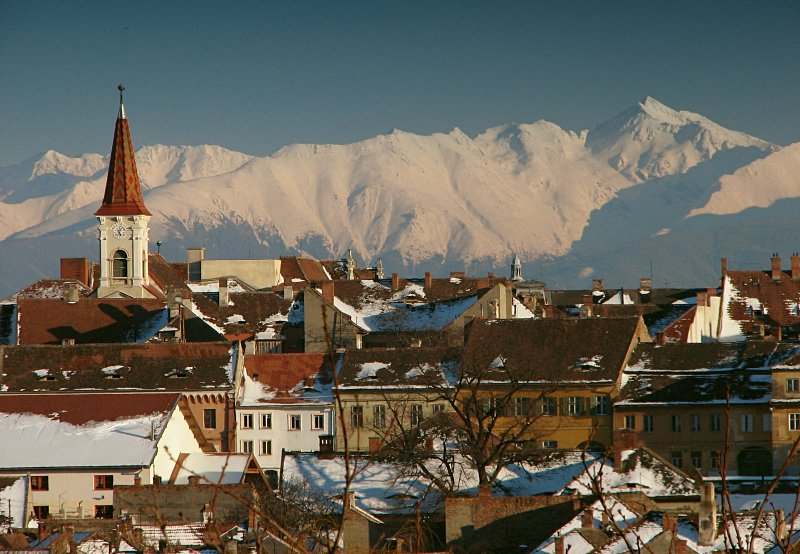
La ciudad medieval de Sibiu.

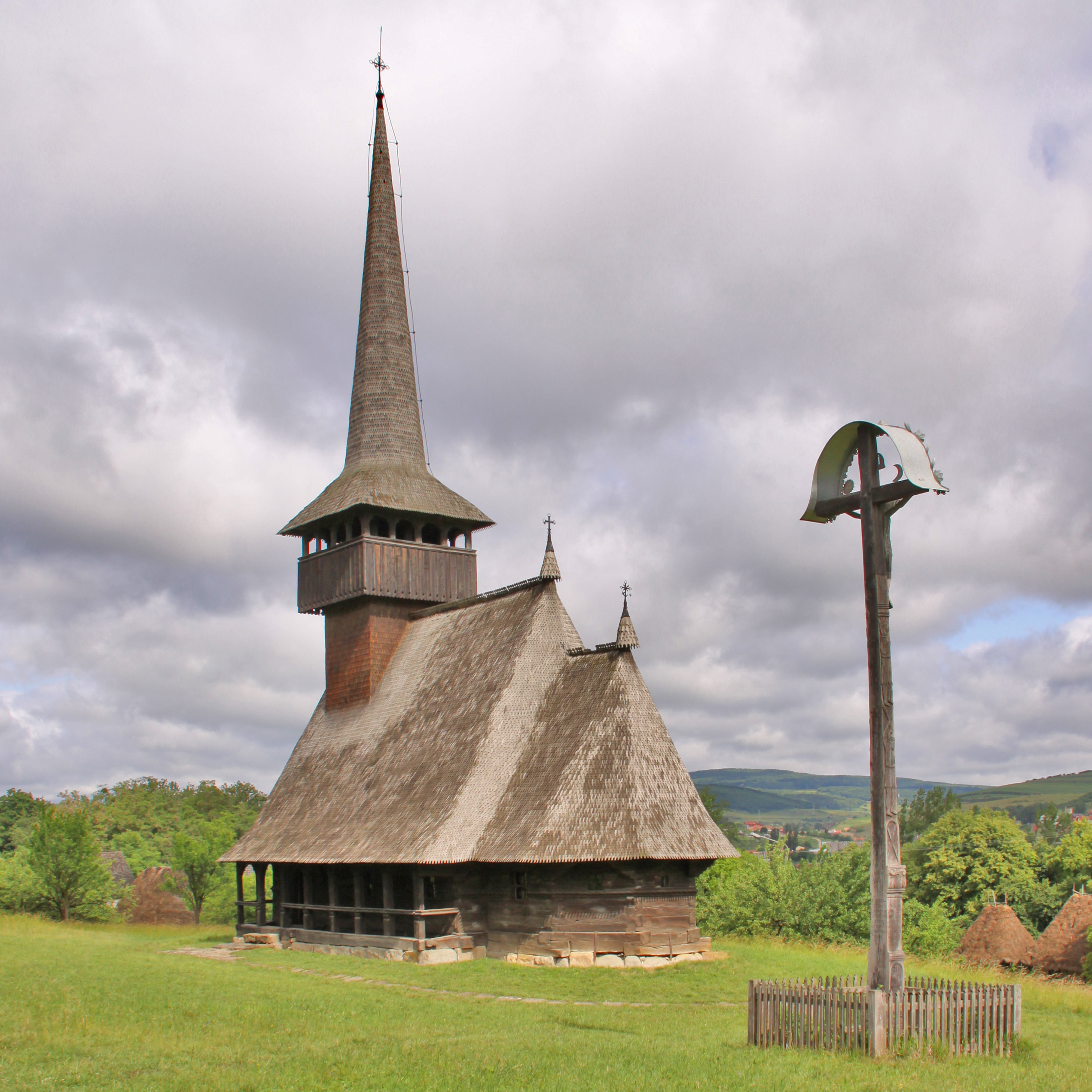
Iglesia de madera de Cizer en el Museo etnográfico de Transilvania en Cluj.

En el año 895, tribus húngaras (magiares) entraron en la llanura de Panonia. Después de la cristianización de su jefe San Esteban I de Hungría y el comienzo del Reino de Hungría, en 1003 los húngaros consiguieron su primera victoria importante frente a un Señor de Transilvania, Gyula, quien era padre de Sarolta, la madre de San Esteban. A partir de ese momento se creó el obispado de Transilvania, que incluiría a los otros diez del resto del reino de Hungría. La incorporación de todo el territorio de Transilvania al reino de Hungría concluyó en el siglo XIII. Como los húngaros eran principalmente una élite militar, decidieron traer colonos alemanes de Sajonia, entre los siglos XII y XIII, para poblar el territorio.
Los rumanos de Transilvania se organizaron en Estados (llamados Universitas Valahorum) por lo menos desde el siglo XII. Estaban gobernados por un Voivoda y por nobles locales llamados cneaz, y la justicia se basaba en la Jus Valachicum (Ley Rumana). Pero los rumanos perdieron gradualmente esos Estados y su nobleza se fue disolviendo entre la local, adoptando el idioma y cultura húngaros. Los que quisieron mantener su identidad tuvieron que renunciar a su condición de nobles, o marcharse allende los Cárpatos con sus vasallos. Este fue el caso de la familia de Basarab I, primer Señor del principado rumano de Valaquia, y de Bogdan I (originario de Maramureş), primero del principado rumano independiente de Moldavia, después de derrotar al Reino de Hungría. Sin embargo, durante el siglo XIV, muchas de las principales familias nobles del Reino de Hungría, originarias de las regiones de Croacia, Eslovaquia, Eslavonia y Valaquia, se disputaron los altos cargos. Tras la muerte del rey Ladislao V de Hungría, el consejo real húngaro eligió rey a un joven conocido como Matías Corvino, hijo de Juan Hunyadi, un conde de origen valaco que había sido regente húngaro durante la minoría de edad de Ladislao V.

### Edad Moderna

#### ElsigloXVI
Tras la derrota húngara ante los turcos otomanos en la batalla de Mohács, en 1526, el Reino de Hungría se dividiría en tres partes: una bajo el control austríaco, otra bajo el control turco y la tercera parte fue la región de Transilvania, que se convirtió en un Estado independiente conocido como el Principado de Transilvania, el cual pagaba tributos al Imperio otomano.
A lo largo del surgimiento del protestantismo, Transilvania desempeñó un papel de gran importancia, donde religiosos como Ferenc Dávid fundaron movimientos cristianos como el unitarismo transilvano. Tras los consejos de Ferenc Dávid, el rey y príncipe Juan Segismundo Szapolyai de Transilvania dictó el primer Edicto de Tolerancia religiosa en la historia moderna de Europa, en 1568, para establecer una relación de equilibrio ante la influencia turca y el creciente florecimiento de las confesiones protestantes, permitiendo la libre práctica religiosa en su país y reconociendo el catolicismo, luteranismo, calvinismo y unitarismo. En este edicto, no obstante, la religión ortodoxa, profesada por las clases más humildes (en general de origen rumano), no fue incluida. A pesar de esta discriminación de los rumanos ortodoxos, la idea protestante de que todo cristiano pudiera leer la biblia en el propio idioma hizo que en la ciudad de Braşov, que tenía un alcalde alemán protestante (Hans Benkner), el diácono rumano Coresi obtuviera permiso para publicar (el 12 de marzo de 1559) los primeros libros en idioma rumano. Aunque  publicó también obras de orientación católica y protestante, parte de los libros son de clara tendencia ortodoxa, y por lo tanto contribuyeron a mantener esta fe entre los rumanos de Transilvania.
Tras la muerte de Szapolyai en 1571, la Gran Asamblea transilvana escogió como príncipe al conde Esteban Báthory de confesión católica, y en 1576 fue elegido rey de Polonia. Durante el reinado de Esteban Báthory, Transilvania recibió gran influencia católica y, si bien entre los siguientes monarcas muchos serían protestantes, la influencia del papa y el emperador germánico se mantendrá durante varios años. A la muerte de Esteban Báthory, lo heredó su sobrino Segismundo Báthory, pero las luchas por el poder desencadenaron la guerra de los Quince Años (1591-1606), durante la cual los ejércitos cristianos y los islámicos otomanos se enfrentaron a menudo. El emperador germánico Rodolfo II de Habsburgo intentó mantener su supremacía en varias ocasiones sobre el Principado de Transilvania, oponiéndose a protestantes y turcos por igual, pero al final no tuvo éxito. Sus ejércitos mercenarios serían expulsados, y Esteban Bocskai asumiría el título de príncipe de Transilvania. Bocskai dirigió entonces la llamada guerra de Independencia de Esteban Bocskai (1604-1606) contra los Habsburgo, la cual terminaría con la firma de un tratado de paz en otoño de 1606. Durante el gobierno del príncipe Gabriel Bethlen (1613–1629), Transilvania se convirtió en un centro cultural de Centroeuropa. Bethlen, como príncipe protestante, participó en la guerra de los Treinta Años.

#### ElsigloXVIII
Austria, que había reivindicado anteriormente Transilvania, obtuvo la posesión del Principado por el Tratado de Karlowitz de 1699, que puso fin a la guerra con Turquía, y también consiguió anexionarse los últimos restos del territorio de lo que había sido Hungría antes de su derrota frente a los otomanos, incluyendo el Principado de Transilvania, que permaneció bajo un regente de los Habsburgo.

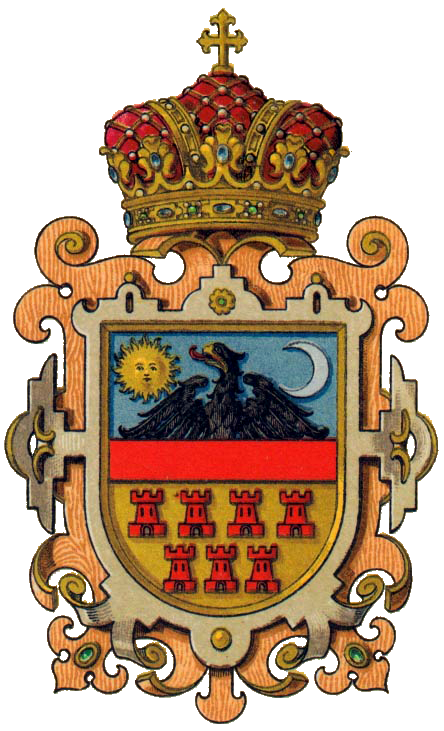
Escudo del Gran Principado de Transilvania.

En 1704 Francisco II Rákóczi fue elegido Príncipe de Transilvania y reinó hasta la derrota de la guerra de independencia húngara, en 1711.
La historia de la mayoría rumana de Transilvania en el siglo XVIII se centra en la religión, único aspecto de la vida pública donde se les permite cierta expresión propia.
Las reformas de José II ilusionan a los rumanos: el emperador declara la igualdad entre los ciudadanos en las poblaciones bajo control directo de la corona (Königsboden) en 1781. En 1790, sin embargo, con el fracaso de la política de reformas del monarca, regresa el sistema feudal.
En la segunda parte del siglo, las cuestiones sociales pasan a un primer plano ante las eclesiásticas. El territorio se halla bajo un sistema feudal de extremo rigor, del que los rumanos son las principales víctimas, aunque no las únicas.
En 1765 la región se convirtió en un principado gobernado por la Casa de Habsburgo (desde 1806 el Imperio austríaco), pero también con una importante nobleza húngara.
En el siglo XVIII, un grupo de intelectuales rumanos de Transilvania fundaron la Şcoala Ardeleană (Escuela Transilvana), que pidió representación política para los rumanos en la Dieta de Cluj según su número, y a través del documento Supplex Libellus Valachorum de 1791 (basado en la Declaración de los Derechos del Hombre y del Ciudadano) pidió igualdad en derechos para los rumanos con las demás naciones de Transilvania (nobles, sajones y Székely). El documento fue enviado al emperador austriaco Leopoldo II y defendido por los dos obispos rumanos, el ortodoxo y el uniata. El emperador lo envió a la Dieta, que lo rechazó.

#### ElsigloXIX

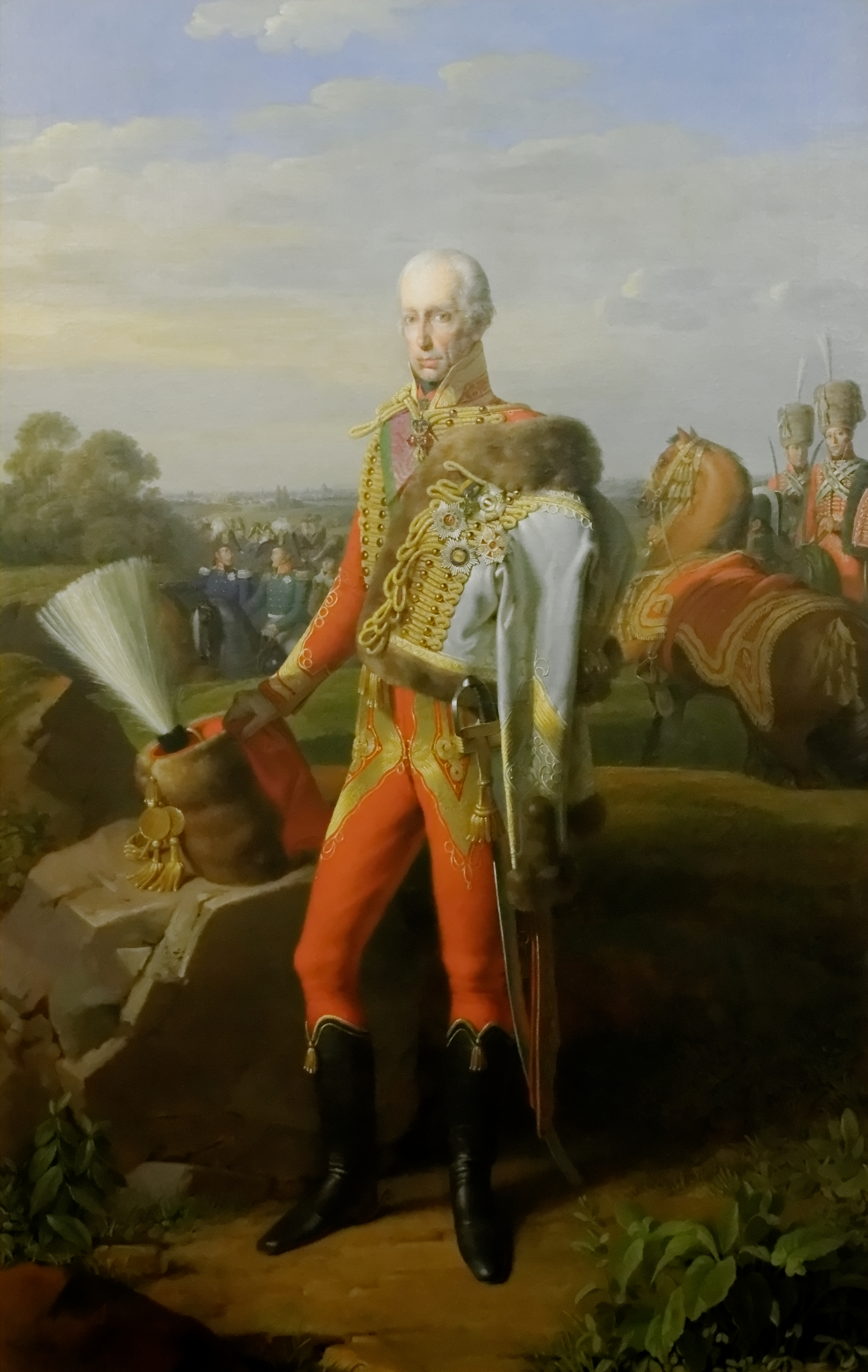
Francisco II, que gobernó Transilvania sin convocar la dieta.

Durante la primera mitad del siglo XIX, Transilvania es un reflejo provinciano de Hungría. A lo largo del reinado del reaccionario emperador Francisco I, la Dieta no se reúne entre 1811 y 1834, y el gobierno actúa ilegalmente infringiendo la constitución en su ejercicio del poder. La primera convocatoria de la Dieta tras el largo periodo de gobierno real se salda con su rápida disolución ante el cúmulo de protestas que recibe el soberano. Tras la muerte de Francisco I, el poder se vuelve más moderado y se permite la reunión periódica de la Dieta.
En los años 1840, el resurgir del nacionalismo magiar lleva a la pretensión de la unión política de Transilvania con Hungría, la adopción del húngaro como idioma oficial del gobierno (1840), la utilización de las iglesias como medios de propaganda nacionalista magiar y la aprobación de medidas represoras de otros nacionalismos, como el eslovaco o el rumano. No hay ningún representante rumano en el parlamento de Presburgo, que únicamente cuenta con un eslovaco (1847) y tres croatas entre las minorías del reino. La representación política de los rumanos en la propia Transilvania no es proporcional a su número ni se les toma en cuenta en las decisiones políticas.
La revolución de 1848

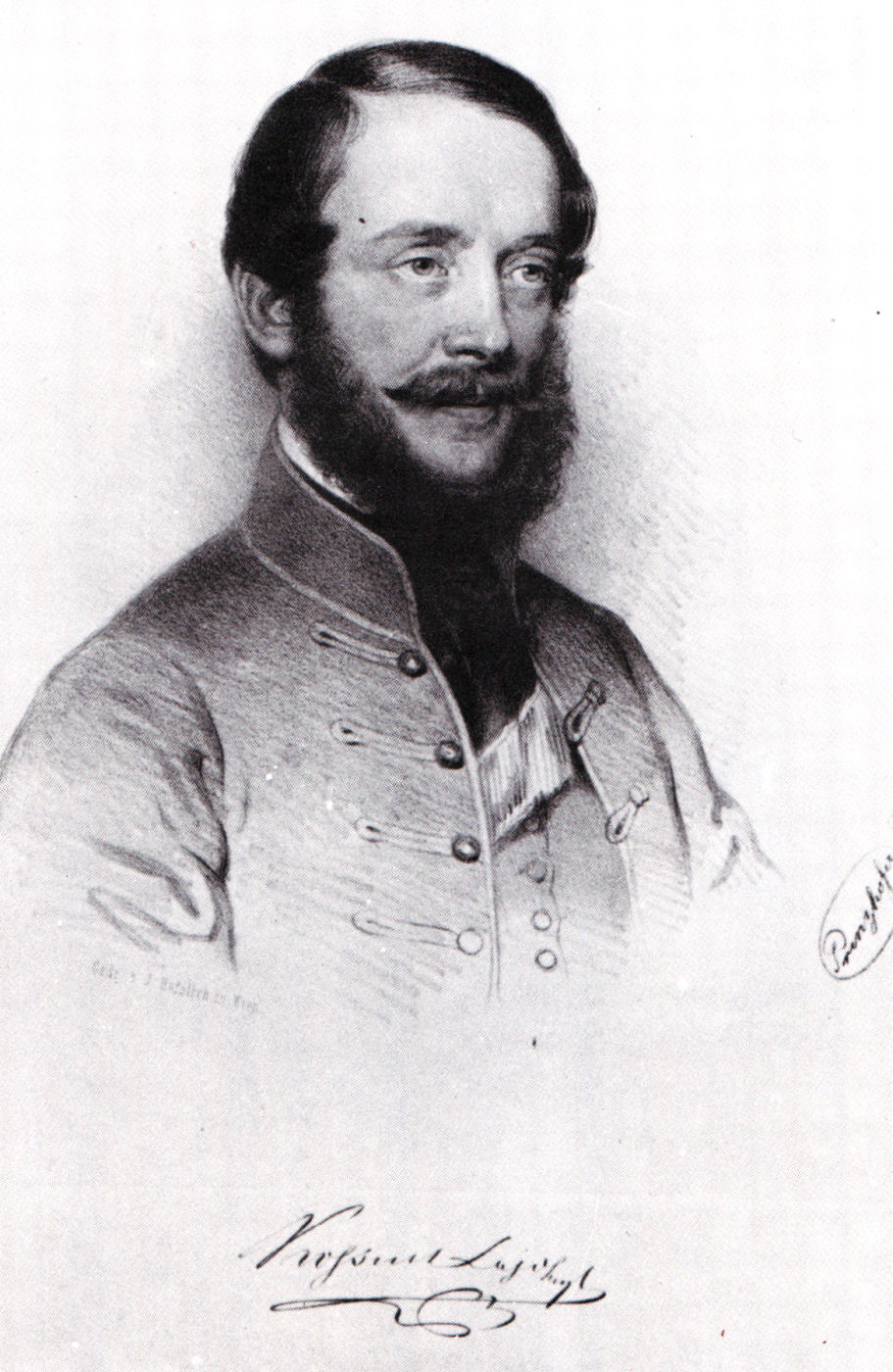
Luis Kossuth, revolucionario húngaro, intransigente nacionalista, arruinó el posible entendimiento con los sajones y rumanos transilvanos.

Durante la revolución general europea de 1848, el gobierno húngaro aprueba una serie de medidas radicales: duración anual del parlamento, elecciones trianuales, ampliación del censo, abolición de los privilegios nobiliarios y de la servidumbre, libertad de prensa y de religión.
Se proclama además la unión de Transilvania con Hungría, animándose a la Dieta de Klausenburg (Cluj) a que tome la iniciativa para realizarla. El 29 de mayo de 1848 la Dieta, con el voto favorable de los sajones (que pronto se arrepienten), aprueba la unión.

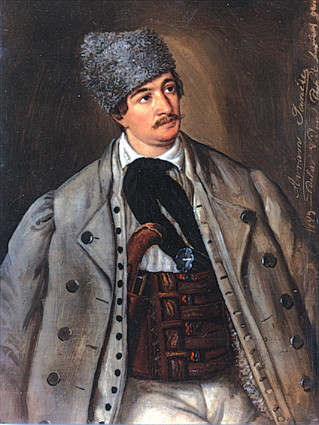
Avram Iancu, líder de la revolución rumana en Transilvania (1848).

Por su parte, los revolucionarios rumanos de Transilvania organizaron el 3 de mayo una Gran Asamblea Nacional en Blaj, a la que acudieron 40 000 rumanos, incluso los revolucionarios Alexandru Ioan Cuza (de la región de Moldavia) y Dimitrie Brătianu (de la región de Muntenia). Redactaron un documento llamado Petiţiunea naţională, donde pedían la independencia nacional de los rumanos de Transilvania, la liberación de los siervos rumanos sin compensación para los nobles, el establecimiento de una guardia nacional rumana, la libertad individual y de expresión. Fue organizado un Comité Nacional Permanente en Sibiu, y los revolucionarios presentes afirmaron que «Transilvania ya no es Transilvania, es simplemente Rumania». Eso se refería al ideal de entonces de crear un Estado nacional unitario para todos los rumanos, aunque los revolucionarios de ese tiempo también estaban dispuestos a hacer algunos compromisos.
El extremismo del nuevo gobierno húngaro, opuesto a la más mínima concesión al resto de las nacionalidades, hace que estas se alíen con la corte reaccionaria.
Los nobles húngaros no querían abolir la servidumbre y organizaron un ejército que atacó a las fuerzas rumanas de Transilvania, mandadas por Avram Iancu. Iancu logró varias victorias y recibió promesas del emperador austriaco Francisco José I de que las demandas rumanas de derechos serían satisfechas.
Mientras, el dirigente húngaro Luis Kossuth instaura tribunales revolucionarios que ejecutan, sin juicio, a miles de supuestos opositores del nuevo régimen. Su represión de los sajones transilvanos es feroz, llegando a disgustar a sus propios generales.
Para cuando, en julio de 1849, el parlamento, ya en Szeged, sin posibilidad de llegar a acuerdo alguno con el emperador y a la espera de la intervención rusa a favor de este, redacta una ley que concede a las nacionalidades extensos derechos lingüísticos y religiosos, es demasiado tarde: los magiares no cuentan con crédito entre las mismas y su participación en la guerra se vuelve superflua ante la presencia del ejército zarista del Imperio ruso.
La reacción

Transilvania dentro del Imperio Austrohúngaro: regiones con mayoría rumana en color naranja, con mayoría húngara en color verde (en 1910).

El gobierno reaccionario que se implantó tras el aplastamiento de la revolución entre 1849 y 1859 se basó en el centralismo, el clericalismo y la germanización del Imperio, ignorando las aspiraciones nacionalistas.
La vuelta al gobierno constitucional después de las derrotas en Italia hacen resurgir la Dieta en 1861, a la que no acuden los húngaros alegando que la unión con Hungría de 1848 la hace imposible. Sajones y rumanos cuentan con el poder por primera vez y aprueban una serie de medidas para lograr el reconocimiento de la nación rumana, su idioma y de sus iglesias en igualdad con las demás. En 1865 la Dieta regresa de Sibiu a Cluj y la modificación del censo vuelve a asegurar la mayoría magiar, acción motivada por la negociación entre el emperador Francisco José y la nobleza húngara. La nueva Dieta solicita el reconocimiento imperial de la unión con Hungría, a pesar de la oposición rumana y la postura ambigua de los sajones.
Reunificación con Hungría
Con el Compromiso Austrohúngaro entre Francisco José I y los nobles húngaros, Transilvania pasa definitivamente a formar parte de Hungría. La unión, consumada por la Ley XLIII de 1868, aseguraba en teoría la igualdad de los ciudadanos, sin discriminación por raza o religión, pero la práctica no fue tan igualitaria.
Aun así, el censo llevado a cabo por las autoridades austrohúngaras en 1910 mostró que los rumanos eran la mayoría en el territorio que después de 1918 pasó a formar parte de Rumania.

### Edad Contemporánea

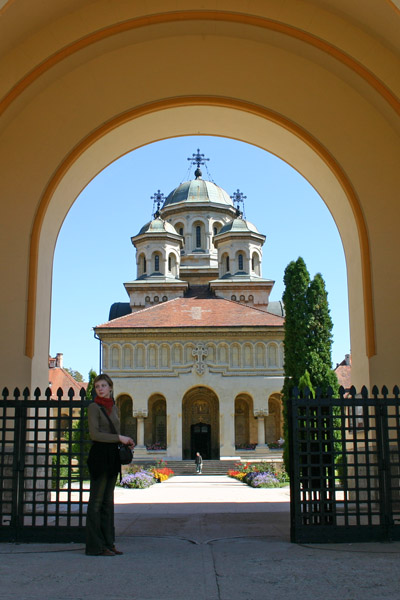
Catedral ortodoxa de la unificación rumana, Alba Iulia.

En diciembre de 1918, después de la victoria de la Triple Entente en la Primera Guerra Mundial, la Gran Asamblea Nacional de Alba Iulia, que representaba a todos los rumanos de Transilvania, Banato y Ţara Ungurească (el territorio entre Transilvania y el río Tisza), decretó la unión con Rumanía de todos los territorios con mayoría de población rumana. La Asamblea decidió también la creación de un Gran Consejo Nacional Rumano para representar a las tres provincias antes mencionadas y defender a la nación rumana «en cualquier momento y en cualquier lugar, frente a cualquier nación del mundo».
La unión con Rumania, apoyada también por los sajones (alemanes) de Transilvania, obtuvo el reconocimiento de las potencias de la Triple Entente el 4 de junio de 1920, con el Tratado de Trianon, aunque la frontera con Hungría quedó establecida más al este que lo pedido inicialmente. Para el momento del tratado de Trianon, la población rumana en Transilvania alcanzaba el 55 %, la húngara el 31 % y la alemana el 10 %.
Según Elek Fényes, importante investigador húngaro en la estadística descriptiva, se puede afirmar que entre 1830-1840, un 62,3 % de la población de la Transilvania de hoy era rumana, mientras que el 23,3 % de la población tenía el idioma húngaro como lengua materna. Se estima que, en el tiempo del censo de 1869, el 59 % de la población transilvana era rumana, mientras que el 24,9 % era húngara. Árpád Varga explica que la tasa de crecimiento de los húngaros en Transilvania fue el doble frente a la de la población global de Transilvania, debido a la política de magiarización que se puso en práctica entre la creación del dualismo austrohúngaro (1867) y la Primera Guerra Mundial.
Hungría mantuvo sus reivindicaciones sobre el territorio, y en 1940, durante la Segunda Guerra Mundial, el norte de Transilvania, con una superficie de 44 030 km² y una población de 2 578 100 habitantes (según el censo húngaro de 1941) fue otorgado a Hungría por el Segundo arbitraje de Viena de las potencias del Eje Roma-Berlín-Tokio, el 30 de agosto. En el sur de Transilvania permanecieron más de 2 millones de rumanos. El historiador Keith Hitchins resumió de la siguiente manera la situación creada por el Arbitraje en su libro Rumania: 1866-1947, Oxford University Press (Oxford History of Modern Europe), 1994:

Lejos de resolver el asunto, el Arbitraje de Viena sólo consiguió empeorar las relaciones que había entre Rumania y Hungría. No consiguió separar a todos los rumanos de todos los húngaros. Entre 1 150 000 y 1 300 000 rumanos, mejor dicho, entre el 48 % y más del 50 % de la población del norte de Transilvania (dependiendo de la estadística que se tome como referencia) se vieron incorporados a Hungría, mientras que 500 000 húngaros siguieron viviendo en el sur de Transilvania, en Rumania.

Tras la Segunda Guerra Mundial, el territorio cedido por el Eje fue devuelto a Rumania. Después de la caída del régimen de Ceausescu, Transilvania se ha convertido en la región más dinámica del país desde el punto de vista económico, social y político. En la actualidad, el 18 % de la población de Transilvania sigue perteneciendo a la etnia húngara, siendo mayoritarios en los distritos de Covasna y Harguita.

## Geografía

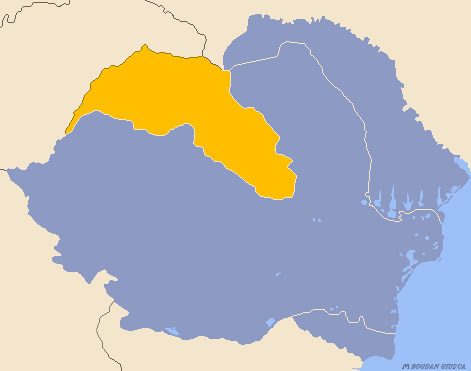
Mapa de Rumania (1939), con el norte de Transilvania en amarillo.

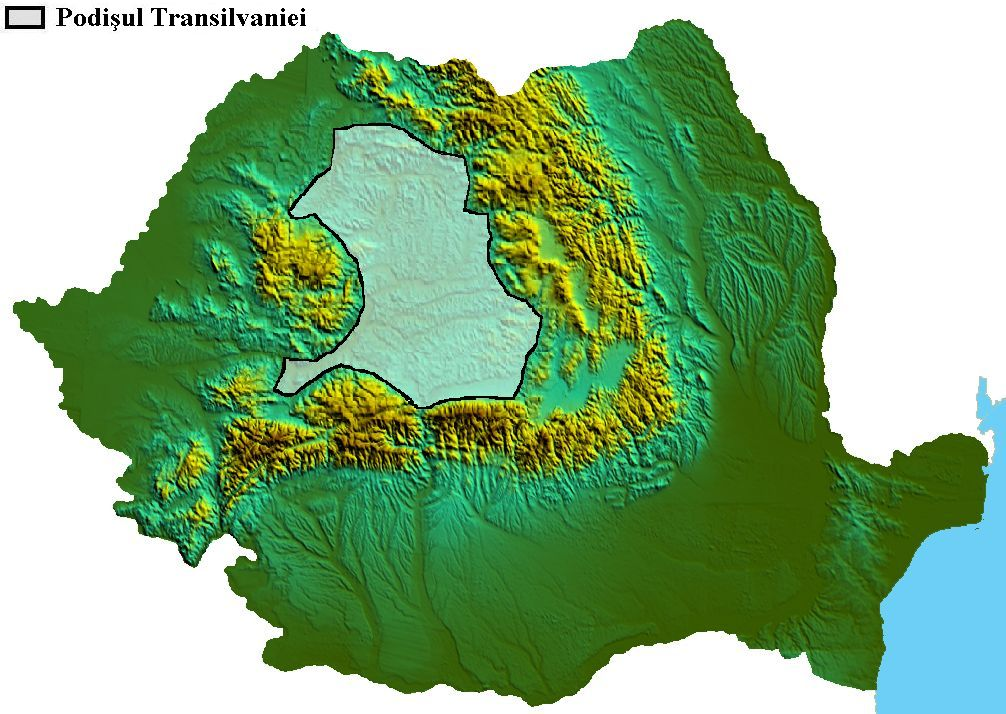
Meseta transilvana.

La región es una meseta elevada, esta casi totalmente rodeada por las ramas Meridionales (o Alpes de Transilvania), Orientales y Occidentales (Montes Apuseni) de los Montes Cárpatos. Las montañas rodean la región como una pared y en varios lugares avanzan hacia el interior. Los principales ríos (Muresh, Târnava, etc.) son afluentes del Tisza.
Cabe destacar dos sectores bien diferenciados en la meseta: el sector norte, menos elevado, y conocido como Llanura Transilvana, donde abundan las lagunas, y el sur, más elevado, accidentado por profundos valles.
La meseta tiene una altitud de 300–500 m sobre el nivel del mar.
Transilvania limita al norte con la región histórica de Maramureş, al noreste con la de Bucovina, al este con la de la Moldavia rumana, al sur con la de Muntenia y la de Oltenia, y al oeste con la del Banato rumano y la de Crişana.

## División administrativa
Amarillo claro: la región histórica de Transilvania

Amarillo oscuro: las regiones históricas de Banat, Crișana y Maramureș

Gris: las regiones históricas de Valaquia, Moldavia y Dobruja
El área total del histórico voivodato es de 55 146 km². Las regiones concedidas a Rumania en 1920 cubrían 23 condados incluyendo cerca de 102 200 km² (entre 102 787 y 103 093 km² según fuentes húngaras y 102 200 km² en documentos rumanos contemporáneos). Hoy en día, debido a las diversas reorganizaciones administrativas, el territorio abarca 16 condados (en rumano: judeţ), con una superficie de 99 837 km², en el centro y el noroeste de Rumania.
Los 16 condados son: Alba, Arad, Bihor, Bistrita-Năsăud, Braşov, Caraș-Severin, Cluj, Covasna, Harghita, Hunedoara, Maramureş, Mureș, Sălaj, Satu Mare, Sibiu y Timiş.
Las ciudades más pobladas, según el censo de 2011, son:
- Transilvania:
  - Cluj-Napoca
  - Brașov
  - Sibiu
  - Târgu Mureș
- Banat:
  - Timișoara
  - Reșița
- Crișana:
  - Oradea
  - Arad
- Maramureș:
  - Baia Mare
  - Satu Mare

## Economía

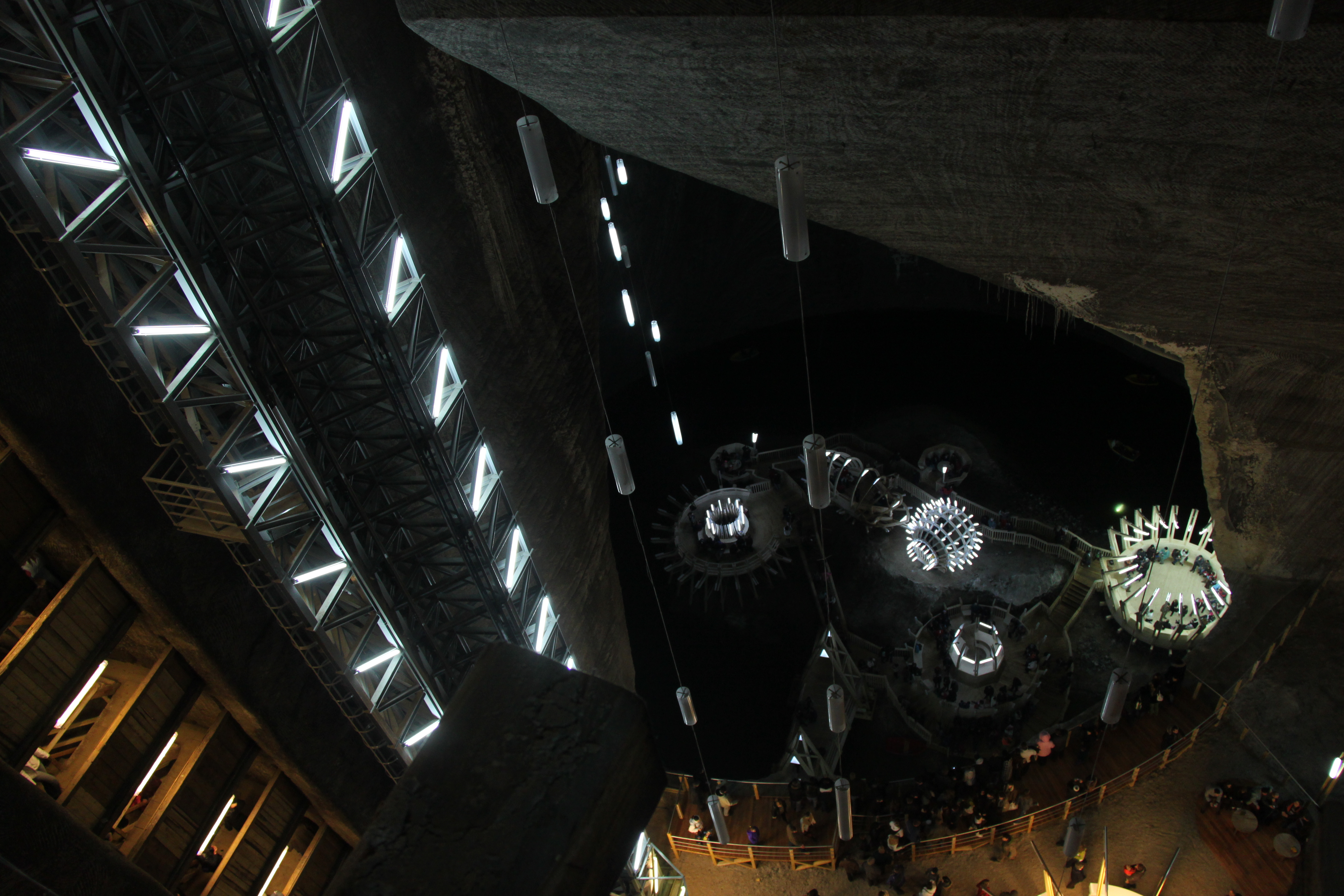
Minas de sal de Turda.

La Transilvania como núcleo del voivodato medieval tiene una superficie de 57 000 km² aproximadamente, pero 99 837 km² incluyendo a Crişana, Maramureş y el Banato rumano. Su suelo es adecuado para el cultivo de frutas, cereales y remolacha azucarera. También se produce vino y se cría ganado. Transilvania es rica en minerales como el oro y la plata, así como la sal y el carbón.
Transilvania produce alrededor del 35 % del PIB de Rumanía y tiene una renta per cápita de alrededor de US$ 11 500, lo que supone un 10 % más que el promedio del país.
Está habitada mayoritariamente por rumanos (75 %). También existen minorías de húngaros (20 %), gitanos (3,3 %) y alemanes (0,7 %).

## Cultura
La cultura de Transilvania es compleja, debido a su variada historia. Su cultura ha estado ligada históricamente tanto a Europa Central como a Europa sudoriental, y tiene importantes influencias húngaras y alemanas.
Con respecto a la arquitectura, el estilo gótico de Transilvania se conserva hasta nuestros días en monumentos como la Iglesia Negra de Braşov (siglos XIV y XV) y varias otras catedrales, así como el Castillo de Bran en el condado de Braşov (siglo XIV), el Castillo de Hunyad en Hunedoara (siglo XV).
Escritores notables como Emil Cioran, Lucian Blaga, George Coşbuc, Octavian Goga y Liviu Rebreanu nacieron en Transilvania. Este último escribió la novela Ion, que presenta al lector una descripción de la vida de los campesinos e intelectuales de Transilvania a finales del siglo XIX.
Adquirió especial notoriedad tras la publicación de la novela Drácula (1897), escrita por Bram Stoker y ambientada en esta región.